# 미겔 샌도벌
미겔 샌도벌(Miguel Sandoval, 1951년 11월 16일 ~ )은 미국의 배우이다.

## 출연 작품

### 영화
- 엑스 VS 세버
- 오큘러스 - Dr. 숀 그레이엄 역
- 썬 벨트 익스프레스
- 블러드 파더 - 아르투로 리오스 역

### 드라마
- 배드 저지 (NBC)